# برلين (مسلسل إسباني)
برلينهو مسلسل تلفزيوني إسباني أنشأه أليكس بينا وإستير مارتينيز لوباتو لصالح شركة نيتفليكس. المسلسل بمثابة مقدمة لـمسلسل لا كاسا دي بابيل (بيت المال) الشهير، مع التركيز على حياة أندريس دي فونولوسا، المعروف أيضًا باسم " برلين "، وتكون احداثه قبل أحداث الموسمين الأول والثاني من المسلسل الأصلي. من النجوم المشاركون فيه بيدرو ألونسو بدور برلين، ميشيل جينر، تريستان أولوا، بيجونيا فارغاس، وخوليو بينيا فرنانديز. تم عرض المسلسل لأول مرة على Netflix في 29 ديسمبر 2023 ويتكون من ثماني حلقات.

## القصة
خلال أيام مجده، اجتمع برلين وعصابة في باريس لتنفيذ واحدة من أعظم خططه على الإطلاق: سرقة مجوهرات بقيمة 44 مليون يورو في ليلة واحدة. وتدور أحداث المسلسل في "ماضي غير محدد" قبل أحداث لا كاسا دي بابيل،  يركز المسلسل على شخصية برلين عندما كان في مقتبل العمر، حيث يقوم بالتحضير لاحد أكثر عمليات السطو غير العادية في حياته المهنية كسارق، وهي سرقة مجوهرات بقيمة 44 مليون يورو كما لو كان لقد كان عمل وهمي. وللقيام بذلك، حصل على مساعدة إحدى العصابات الثلاث التي سرقها في حياته، والتي شكلتها كيليا ( ميشيل جينر)، داميان (تريستان أولوا)، كاميرون ( بيغونيا فارجاس)، بروس (جويل سانشيز) وروي (خوليو بينيا فرنانديز). تدور أحداث المسلسل بشكل أساسي في مدينة باريس.

## الشخصيات

### الشخصيات الرئيسية
- بيدرو ألونسو في دور أندريس دي فونولوسا أو "برلين" [3]
- تريستان أولوا في دور داميان [3]
- ميشيل جينر في دور كيلا [3]
- بيجونيا فارغاس في دور كاميرون [3]
- خوليو بينيا فرنانديز في دور روي [3]
- جويل سانشيز في دور بروس [3]
- ماريا إيزابيل "ماسي" رودريغيز بدور سوسي [3]

### الشخصيات الاخرى
- إزيار إيتونو في دور راكيل موريللو [7]
- نجوى نمري في دور أليسيا سييرا مونتيس [7]
- ميكو جاري في دور أوليفييه
- مارتن أصلان في دور آلين [3]

## الحلقات
| # | العنوان                            | العنوان بالاسبانية                    | المخرج                        | الكاتب                                                                               | موعد العرض     |
| - | ---------------------------------- | ------------------------------------- | ----------------------------- | ------------------------------------------------------------------------------------ | -------------- |
| 1 | "طاقة الحب"                        | «La energía del amor»                 | Albert Pintó y David Barrocal | ألكس بينا، Esther Martínez Lobato, David Barrocal y David Oliva                      | 29 ديسمبر 2023 |
| 2 | "المرساة ولوبو"                    | «El ancla y el lobo»                  | Albert Pintó                  | ألكس بينا، Esther Martínez Lobato, David Barrocal y David Oliva                      | 29 ديسمبر 2023 |
| 3 | "بيت كامل من الأجنة"               | «Póker de embriones»                  | David Barrocal y Albert Pintó | ألكس بينا، Esther Martínez Lobato, David Barrocal y David Oliva                      | 29 ديسمبر 2023 |
| 4 | "حوض السمك على ظهرك"               | «Un aquarium en la espalda»           | Geoffrey Cowper               | ألكس بينا، Esther Martínez Lobato, David Barrocal y David Oliva                      | 29 ديسمبر 2023 |
| 5 | "بعد الحب"                         | «After Love»                          | Albert Pintó                  | Álex Pina, Esther Martínez Lobato, David Barrocal, David Oliva y Lorena G. Maldonado | 29 ديسمبر 2023 |
| 6 | "ليلة الليمون"                     | «La noche de los limones»             | David Barrocal                | Álex Pina, Esther Martínez Lobato, David Barrocal, David Oliva y Lorena G. Maldonado | 29 ديسمبر 2023 |
| 7 | "العذراء الأخيرة في العالم الغربي" | «La última virgen de occidente»       | David Barrocal                | Álex Pina, Esther Martínez Lobato, David Barrocal, David Oliva y Lorena G. Maldonado | 29 ديسمبر 2023 |
| 8 | "الفيل المهدد بالانقراض"           | «Un elefante en peligro de extinción» | Albert Pintó y David Barrocal | Álex Pina, Esther Martínez Lobato, David Barrocal, David Oliva y Lorena G. Maldonado | 29 ديسمبر 2023 |

## الانتاج
في نهاية نوفمبر 2021، قبل أيام فقط من إصدار القسم الثاني من الجزء الخامس من لا كاسا دي بابيل، أعلنت نتفليكس أنها تعمل على تطوير مسلسل عمل منبثق نت نفس المسلسل باسم برلين، لإصدار مبدئي في عام 2023، مع توقع أن يعيد بيدرو ألونسو إنتاج مسلسله الذي يحمل اسمه. دوره من السلسلة الأصلية. في 28 سبتمبر 2022 تم اختيار ميشيل جينر، وبيغونيا فارغاس، وتريستان أولوا، وخوليو بينيا فرنانديز، وجويل سانشيز للمشاركة في المسلسل إلى جانب ألونسو. وفي مارس 2023 أُعلن أن إتزيار إيتونو ونجوى نمري سيعيدان أيضًا أدوارهما في دور راكيل موريللو وأليسيا سييرا من فيلم لا كاسا دي بابيل. بدأ التصوير في أكتوبر 2022 في باريس في فرنسا، واستمر في مدريد في إسبانيا في الجزء الاخير من الحلقة الثامنة.

## الاستقبال
شعر نويل موراي ديلي بيست أن الحبكة والشخصيات الجديدة لم تكن بقوة المسلسل الأصل.